# アレクサンドラ・ティモシェンコ
アレクサンドラ・アレクサンドロヴナ・ティモシェンコ （ウクライナ語：Александра Александровна Тимошенко, 又は Олександра Олександрівна Тимошенко, 英語：Aleksandra Alexandrovna Timoshenko, 又は Olexandra Olexandrivna Tymoshenko, 1972年2月18日 - ）は、ソ連の元新体操選手。ウクライナ・ソビエト社会主義共和国（現在のウクライナ）北部のキーウ州ボフスラーウ出身。

## 略歴
- 1988年、欧州選手権大会（ヘルシンキ、フィンランド）で40.00満点で個人総合優勝という鮮烈なデビュー（個人総合1位、種目別:ロープ・フープ・クラブ1位、リボン7位）。
- 1988年、ソウルオリンピック個人総合3位。予選のクラブ以外は、10.00満点。
- 1989年、世界選手権大会（サラエヴォ、ユーゴスラビア）、復帰したブルガリアの女王ビアンカ・パノバを押さえ個人総合1位（個人総合1位、種目別:ロープ・フープ・ボール1位、リボン2位）。
- 1990年、欧州選手権大会（イェーテボリ、スウェーデン）個人総合1位（種目別:ボール1位）。
- 1991年、世界選手権大会（アテネ、ギリシャ）個人総合2位（個人総合以外はすべて優勝）。
- 1992年、バルセロナオリンピック個人総合1位。